# ジョン・ペリー (数学者)
ジョン・ペリー（John Perry、1850年2月14日 - 1920年8月4日）は、アイルランド出身の工学者・数学者である。明治時代にお雇い外国人として来日した。

## 生涯
ペリーは1850年2月14日にロンドンデリー県ガーバーで測量士サミュエル・オーガスタス・ペリーの次男として生まれた。兄のジェームズは郡測量官で、ゴールウェイ電球会社を共同で設立した。ジェームズの娘のアリスは、ヨーロッパで初めて工学の学位を取得した女性のうちの一人である。
クイーンズ・カレッジを卒業後、グラスゴー大学でケルヴィン卿ウィリアム・トムソンの助手を務め、その後ロンドン・シティ・ギルド協会で機械工学の教授となった。
1875年（明治8年）に日本政府の招聘により来日した。日本では工部大学校（現在の東京大学）で数学の教鞭を執り、同学校の助教授となった。この頃の同僚にはウィリアム・エドワード・エアトンやジョン・ミルンがいた。関数をグラフで視覚化させるのに、当時日本で知名度が低かった方眼紙を工学教育で使用させ、全国に広めた。井口在屋は門下生である。1882年（明治15年）に帰国した。
1896年から1913年までインペリアル・カレッジ・ロンドンの数学の教授を務めた。1900年に英国電気工学会(IEE)の会長に選出された。1906年から1908年までロンドン物理学会の会長を務めた。1901年には数学における教育の改革に携わり、この運動は後に「ペリー運動」という名で小倉金之助らにより日本で紹介された。
ペリーは、かつての上司であるケルヴィン卿を絶大に賛美していた。1890年に行ったコマ回しに関する講義の内容を出版したものには、ケルヴィン卿に対する次のような賛辞を掲載した。
この実験的な講義の報告は、愛弟子である講師がウィリアム・トムソン卿に宛てたものであり、以降のページに掲載されている価値のあるものの真の著者に対する謝意を表するものである。
この本は1957年に"Spinning Tops and Gyroscopic Motions"（コマ回しとジャイロスコープの動き）というタイトルで米国の出版社が復刻、2022年には日本語の訳書『コマとジャイロ　回転体の科学と技術』（誠文堂新光社）として出版されるに至った。
ジャイロコンパスの実用化の研究は、ドイツのマックス・シュラー、アメリカのエルマー・アンブローズ・スペリーなども行っていたが、ペリーはシドニー・ブラウンとともに研究を行い、1919年にアメリカ合衆国特許第 1291695A号を取得した。
一方でペリーは、ケルヴィン卿が提唱した、地球内部の熱伝導率は低く、地球の年齢は2千万～4億年程度であるとする仮説に異議を唱える論文を1895年に発表した。ペリーは、地球の内部が部分的にでも流動的であれば、ケルヴィン卿の想定よりもはるかに効率的に熱を伝えることができ、その場合、地球の年齢はケルヴィン卿の計算よりもずっと大きくなると主張した。しかしこの論文は、発表当時はほとんど注目されなかった。1903年に放射性崩壊により熱が発生することが発見され、その数年後に岩石の放射年代測定が開発されたことで、地球の年齢はケルヴィン卿の主張の何倍にもなることが確認された。ケルヴィン卿は、潮汐による変形を示す証拠が地殼に存在しないとして、ペリーの説を否定した。
当時の科学界は、地球内部が流動的であるというペリーの説を受け入れず、地球は固体であるという前提で地球物理学のモデルが構築されていた。ペリーの説が再び着目されたのは、1960年代に大陸移動説が再評価されてからである。
ペリーは1901年6月にグラスゴー大学から名誉博士号を授与された。

## 日本語訳著書
- ムーア共著『数学教育論』鍋島信太郎訳、岩波文庫、1936
- 『初等実用数学』(数学教育名著叢書 新宮恒次郎訳. 山海堂出版部, 1930
- 『技術者のための微分積分学』武田楠雄 訳編. 森北出版, 1959
- フェリックス・クライン共著『数学教育改革論 (世界教育学選集 丸山哲郎訳. 明治図書出版, 1972
- 『コマとジャイロ　回転体の科学と技術』髙島直昭 訳、森博嗣 監修. 誠文堂新光社, 2022